# قاي ميلاميد
قاي ميلاميد (بالعبرية: גיא מלמד‏) هو لاعب كرة قدم إسرائيلي في مركز الدفاع، ولد في 12 سبتمبر 1979 في حيفا في إسرائيل. شارك مع منتخب إسرائيل تحت 18 سنة لكرة القدم ‏ ومنتخب إسرائيل تحت 21 سنة لكرة القدم. أما مع النوادي، فقد لعب مع كولورادو رابيدز ومكابي حيفا.

## وصلات خارجية
- قاي ميلاميد على موقع الدوري الأمريكي (الإنجليزية)
- قاي ميلاميد على موقع قاعدة بيانات كرة القدم.إي يو (الإنجليزية)